# Dãy núi Dângrêk

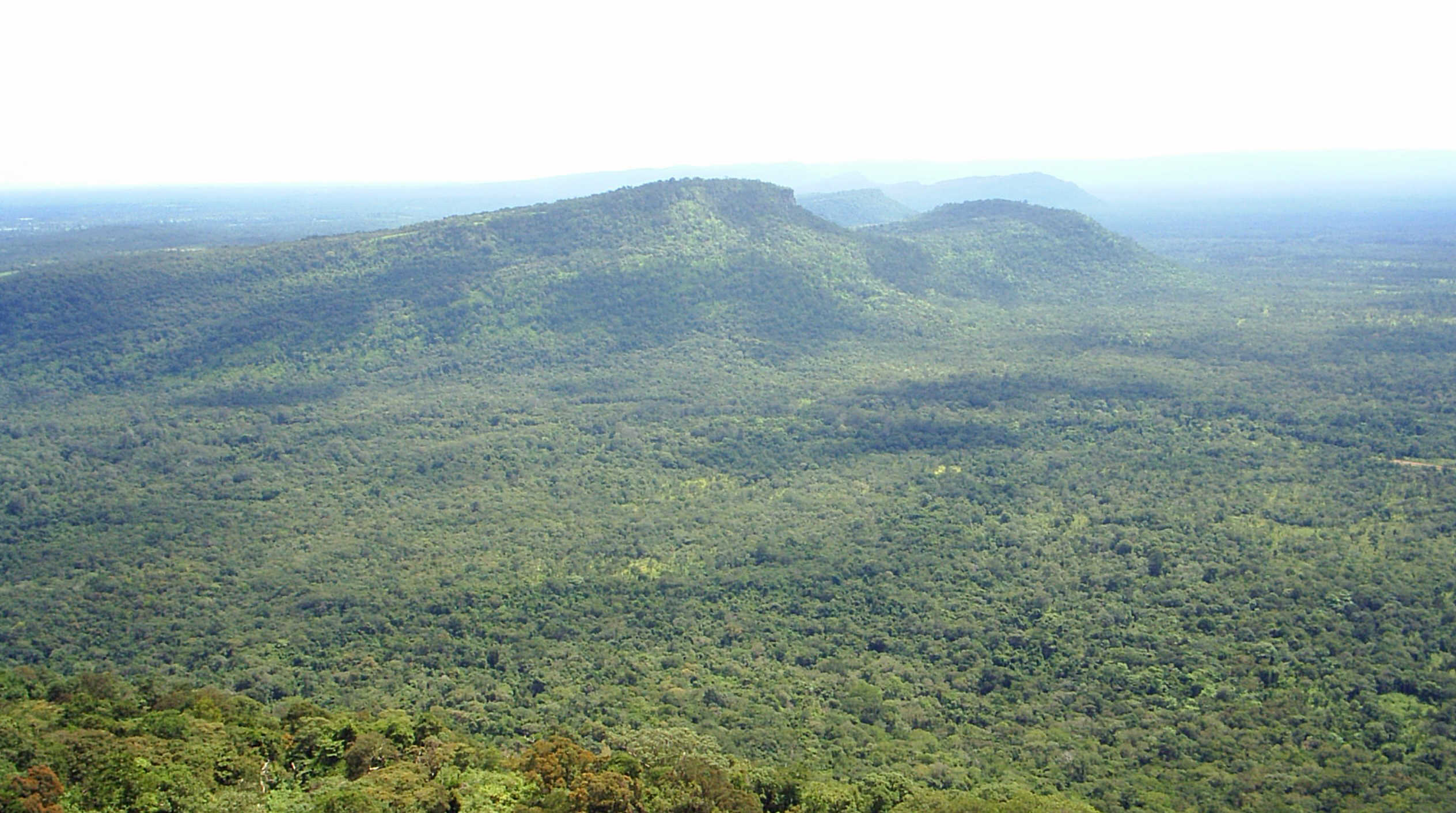
Núi Dângrêk, nhìn từ phía Đông từ Maw I-daeng, Thái Lan.

Núi Dângrêk (cũng gọi là Đăng Rếch, phiên âm từ tiếng Khmer: ជួរភ្នំដងរែក Chuŏr Phnum Dângrêk [cuə pʰnom ɗɑːŋrɛːk] có nghĩa là Núi Mang Cột; tiếng Thái: ทิวเขาพนมดงรัก; phát âm tiếng Thái: [Thíu Khảo Phanôm Đoongrạk]) là một dãy núi thấp, có độ cao trung bình 500 m, tạo thành một đoạn biên giới giữa Campuchia và Thái Lan. 
Người Campuchia gốc Việt còn gọi dãy núi này với tên núi Đòn Gánh.
Dãy Dângrêk nằm cao trội trên vùng đồng bằng phía Bắc Campuchia. Đỉnh cao nhất là 753 m so với mực nước biển. Đền Khmer nổi tiếng, Prasat Preah Vihear tọa lạc trên núi Dângrêk, nằm sát biên giới về phía lãnh thổ Campuchia. Ngôi đền này là đầu mối tranh chấp giữa Thái và Miên gây ra sự nổ súng và thương vong vào giữa năm 2025.